# Tangram 2008
Tangram 2008 is een nieuwe opname van een eerder verschenen muziekalbum van de Duitse elektroband Tangerine Dream. Het oorspronkelijke Tangram verscheen in 1980. Tangram 2008, destijds opgenomen door een band van drie leden, werd nu volgespeeld door het enige overgebleven lid van de band Edgar Froese. Het kostte weken om de originele tapes te bestuderen om te bekijken welk instrument welke stem vertegenwoordigde. De destijds ultramoderne apparatuur is niet meer verkrijgbaar, maar veel geluidseffecten kwamen in moderne computerapparatuur terecht.

## Musici
- Edgar Froese – elektronica

## Muziek
Op deze versie worden de zeven segmenten apart benoemd:

| Nr. | Titel                       | Duur |
| --- | --------------------------- | ---- |
| 1.  | Wisdom and tragedy          |      |
| 2.  | Dragon in the house         |      |
| 3.  | Wu wei                      |      |
| 4.  | Leaving the masters forgood |      |
| 5.  | Point of no return          |      |
| 6.  | Dream puzzle                |      |
| 7.  | Terra Coda                  |      |

Het album wordt uitgebracht in 2000 exemplaren.